# Rémi (dessinateur)
Pour les articles homonymes, voir Rémi.
 (octobre 2018).
Si vous disposez d'ouvrages ou d'articles de référence ou si vous connaissez des sites web de qualité traitant du thème abordé ici, merci de compléter l'article en donnant les références utiles à sa vérifiabilité et en les liant à la section « Notes et références ».
Rémi, de son vrai nom Rémi Verbraeken, est un auteur de bande dessinée et dessinateur de presse français né le 25 avril 1963 à Roubaix.

## Biographie
Auteur de bande dessinée, il collabore à de nombreuses revues et fanzines issus de la presse underground. Il publie ainsi dans Séduction, Le Lynx, Réciproquement, La Monstrueuse, L'Horreur est humaine, Psikopat... Il a publié régulièrement des dessins de presse dans CQFD.
Il autopublie chaque année des recueils de ses dessins via la structure L'Impubliable.

## Publications

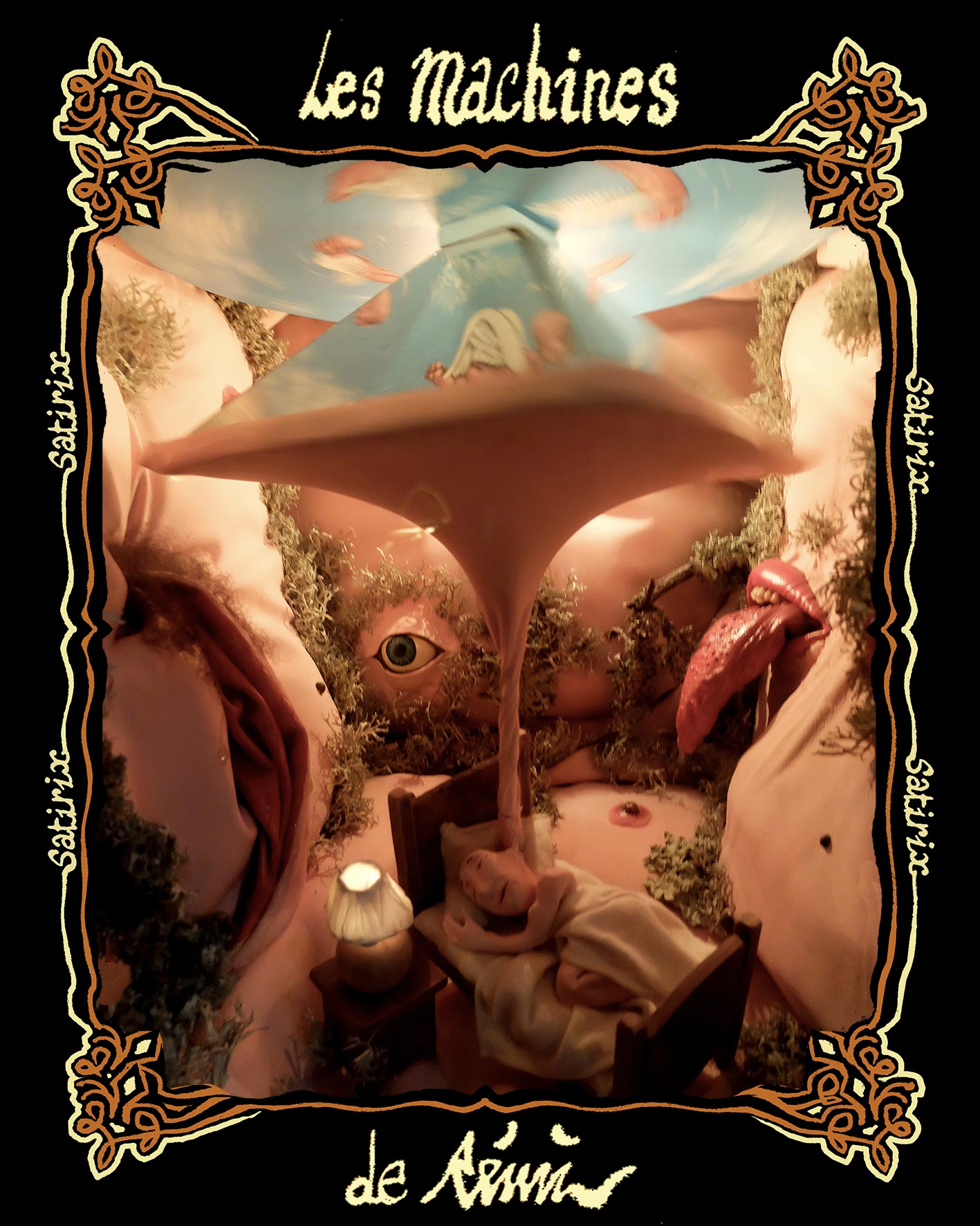
Les Machines de Rémi

- Les Aventures de Tim Ballot, L'Impubliable, 1981.
- L'Année d'Achille, L'Impubliable, 1989.
- L'Année des mouches, L'Impubliable, 1990.
- Le Jour des poubelles, L'Impubliable, 1991.
- Hachis, L'Impubliable, 1992.
- Choux gras, L'Impubliable, 1993.
- La Der des der, L'Impubliable, 1994.
- L'Impubliable ! Actualités de 1994, L'Impubliable, 1995.
- Yakfii !, L'Impubliable, 1996.
- Heil l'artiste, L'Impubliable, 1997.
- Homocanis, Jean-Pierre Faur éditeur, 1997.
- Le Torticolis du paparazzo, L'Impubliable, 1998.
- Manuel des techniques de la survie, Jean-Pierre Faur éditeur, 1998.
- Mal de dos, mal du siècle !, L'Impubliable, 1999.
- Cru, L'Impubliable, 2000.
- Cassos, Le Dernier Cri, 2001.
- Sexy world, L'Impubliable, 2003.
- Blasphème au Paradis, Les Requins marteaux, 2006.
- Dialogue entre un prêtre et un moribond, illustration du texte de Sade, Le Chien rouge, 2007.
- Tord-boyaux, L'Association, coll. « Mimolette », 2009.
- Sauvages, Le Chien rouge, 2010, (BNF 43599415).
- L'Art de la guerre, Le Dernier cri, 2011.
- Une vie bien rengé d'Adolpha, Le Dernier cri et L'impubliable, 2013.
- Carnaval, Le Dernier cri et L'impubliable, 2015.